# اورتاجسوس
اورتاجسوس، (بالإنجليزية: Ortacesus)‏، هي بلدية، في مقاطعة جنوب سردينيا، في إقليم سردينيا الإيطالي، وتقع على بعد حوالي 35 كيلومترًا (22 ميلًا) إلى الشمال من كالياري، متضمنة في إقليم تريكسينتا.

## السكان
في سنة 1861 بلغ عدد السكان 516 نسمة، وتطور العدد ليصل في سنة 2011 لـ 933 نسمة.
يظهر هذا المخطط البياني تطور النمو السكاني لـ اورتاجسوس